# Kerpert
Kerpert è un comune francese di 305 abitanti situato nel dipartimento delle Côtes-d'Armor nella regione della Bretagna.
Il territorio comunale ospita le sorgenti del fiume Trieux.

## Società

### Evoluzione demografica
Abitanti censiti